# Пий Август Баварски
Пий Август Баварски (на немски: Pius August in Bayern, Pius von Gelnhausen, Pius von Wittelsbach; * 1 август 1786, Ландсхут; † 3 август 1837, Байройт) от фамилията Вителсбахи, е херцог в Бавария в Гелнхаузен, дядо на австрийската императрица Елизабет Баварска.

## Живот
Син е на Вилхелм Баварски (1752 – 1837), пфалцграф и херцог на Гелнхаузен, и съпругата му Мария Анна фон Пфалц-Цвайбрюкен (1753 – 1827), дъщеря на пфалцграф Фридрих Михаел фон Пфалц-Цвайбрюкен. Майка му е сестра на баварския крал Максимилиан I Йозеф и на Амалия, първата кралица на Саксония. Брат е на Мария Елизабет Баварска, омъжена 1808 г. за френския маршал Луи Бертие.
Пий Август е баварски кралски генералмайор. Той е избухлив мизантроп, напада жестоко хора по улиците и затова лежи често в затвор.
През 1815 г. той е номиниран за почетен член на Баварската академия на науките. Той умира на 3 август 1837 г. на 51 години в Байройт, където живее повечето време, и е погребан в манастир Банц, близо до Бамберг.

## Фамилия
Пий Август се жени на 26 май 1807 г. в Брюксел за херцогиня Амалия Луиза фон Аренберг (1789 – 1823), единственото дете на херцог Лудвиг Мария фон Аренберг (1757 – 1795) и първата му съпруга Анна дьо Майли-Несле (1766 – 1789). Двамата се местят в Бамберг. Те имат един син:
- Максимилиан Йозеф (1808 – 1888), херцог в Бавария; ∞ на 30 август 1808 г. за принцеса Лудовика Баварска (1808 – 1892), дъщеря на първия баварски крал Максимилиан I Йозеф Баварски. Баща на Елизабет Баварска (1837 – 1898), императрица на Австрия.